# 해상도

해상도 크기 비교. 색상별로 명칭을 구분하였다.

해상도(解像度, 문화어: 도형표시, 화면해상도, display resolution) 또는 선명도(鮮明度) 또는 화질(畵質, resolution)은 종이나 스크린 등에 표현된 그림이나 글씨 따위가 표현된 섬세함의 정도를 나타내는 말이다. 주로 모니터, 텔레비전, 또는 프린터, 스캐너 등의 각종 이미지 입출력기기에 관해 말할 때 쓰인다.
텔레비전에서의 해상도는 화소라는 단위(CRT에서는 본(line)이라고도 함)를 쓰고 있으며 화면에 흑백 라인이 총 몇개가 표시되는 지를 기준으로 수평x수직 화소(Symbol:px)로 표기한다.
디스플레이 해상도라는 용어의 용도 중 하나는 플라즈마 디스플레이 패널(PDP), 액정 디스플레이(LCD), 디지털 광원 처리(DLP) 프로젝터, OLED 디스플레이 및 유사한 기술과 같은 고정 픽셀 어레이 디스플레이에 적용되며 간단히 말해서 디스플레이를 생성하는 픽셀의 열과 행의 물리적 수(예: 1920 × 1080)를 결정한다. 고정 그리드 디스플레이를 사용하면 다중 형식 비디오 입력의 경우 모든 디스플레이에 수신 사진 형식을 디스플레이에 일치시키기 위한 "스케일링 엔진"(메모리 배열을 포함하는 디지털 비디오 프로세서)이 필요하다.
휴대폰, 태블릿, 모니터, TV와 같은 장치 디스플레이의 경우 위에 정의된 디스플레이 해상도라는 용어를 사용하는 것은 흔한 일이지만 잘못된 용어이다. '디스플레이 해상도'라는 용어는 일반적으로 픽셀 치수, 각 치수의 최대 픽셀 수(예: 1920 × 1080)를 의미하는 데 사용되며, 이는 이미지가 실제로 형성되는 디스플레이의 픽셀 밀도에 대해 아무 것도 알려주지 않는다. 해상도는 화소 밀도를 가리키며 이는 단위 거리 또는 면적당 픽셀 수이지 총 픽셀 수는 아니다. 디지털 측정에서 디스플레이 해상도는 인치당 픽셀(PPI)로 표시된다. 아날로그 측정에서 화면 높이가 10인치인 경우 수평 해상도는 너비가 10인치인 정사각형을 기준으로 측정된다. 텔레비전 표준의 경우 이는 일반적으로 "이미지 높이당 라인 수평 해상도"로 표시된다. 예를 들어, 아날로그 NTSC TV는 일반적으로 공중파 소스에서 약 340라인의 "사진 높이당" 수평 해상도를 표시할 수 있다. 이는 왼쪽 가장자리에서 오른쪽 가장자리까지 실제 사진 정보의 총 440라인에 해당한다.

## 단위
보통 1인치(25.4mm) 안에 표현되는 화소(Pixel)나 점(Dot)의 수로 해상도를 표현한다. 널리 쓰이는 단위로는 DPI와 PPI가 있다.
DPI(dots per inch)는 주로 인쇄 출력물에, PPI(pixels per inch)는 화상 출력물에 각각 쓰인다.
예를 들어 72 DPI 라고 하면 1인치 안에 1/72 크기의 점이 72개 들어간다는 뜻이고, 96 DPI라고 한다면 같은 1인치 안에 1/96 크기의 점이 96개 들어간다는 뜻이다. 다시 말해 해상도가 높다는 말은 더 작은 점으로 이루어진 이미지를 구현할 수 있다는 말이고, 그렇게 함으로써 이미지를 더 섬세하고 자연스럽게 구현할 수 있게 된다.

## 계산

### 액정화면(디스플레이)
예를 들어, 노트북의 액정화면 크기가 17.3인치이고, 1920 × 1080 픽셀이라면, 해상도는 127.34 PPI 가 된다.
- 1920 × 1080 픽셀을, 피타고라스의 정리로 계산하면, 대각선의 픽셀은 약 2202.9 픽셀이 된다.
- 이를 대각선의 길이 17인치로 나누면, 129.58 PPI 가 된다.

똑같은 방식으로 계산하면, TV 액정화면 크기가 80인치이고, 7680 × 4320 픽셀일 경우에는, 해상도는 약 110.15 PPI가 된다.
이 경우, 절대적인 수치로는 노트북이 TV보다 해상도가 더 높다. 하지만, 노트북은 약 30cm ~ 60cm 거리에서 보고, TV는 약 2m ~ 3m 거리에서 본다는 것을 감안하면, TV가 노트북보다 해상도가 더 높게 된다.

### 이미지 파일
예를 들어, 100 DPI, 가로 16인치, 세로 9인치인 이미지 파일을, 200 DPI 로 바꾸면, 가로 8인치, 세로 4.5인치로 작아진다.
이 이미지 파일은 가로 1600픽셀, 세로 900픽셀로서, 총 1,440,000픽셀로 이루어져 있다. 흔히 쓰는 표현으로는 1600 × 900 픽셀이다.

## 오용
해상도를 컴퓨터 분야나 인쇄분야에서 이야기할 때, 자주 전체 픽셀 수와 혼동을 일으키고는 한다.
예를 들어, 프린터 출력을 할 때 1024 × 768 픽셀을 가진 그림 파일은 엽서 크기가 될 수도 있고, A3 크기로도 출력할 수 있다. 따라서 그 픽셀 정보만 가지고는 해상도가 높다거나 낮다고 말할 수 없다. 또한 픽셀은 물리적인 크기를 나타내는 것이 아니며, 가로(X)와 세로(Y)의 크기(가로 세로 비율)조차 같지 않을 수 있기 때문이다. 특히 전자출판 업계에서는 이 구분이 중요한데 같은 1024 × 768 픽셀의 그림을 100DPI나 300DPI로도 출력할 수 있기 때문이다. 따라서 특히 인쇄 출력물을 말할 때에는 DPI의 정보와 함께 물리적 출력물의 가로 세로 길이 정보도 같이 필요하다.
한편 텔레비전, 디지털 카메라와 컴퓨터, 스마트폰 등의 모니터의 경우에는 전체 픽셀의 수가 관용적으로 해상도의 의미로 쓰인다. 하지만 엄밀하게 말해 출력되는 장치의 크기가 같이 고려되어야한다. 예를 들어, 2메가 픽셀 카메라로 찍은 사진이라도 대형 옥외광고판용이라면 높은 해상도라고 하기 힘들다. 하지만 우표를 만들기 위해서는 충분히 높은 해상도라고 할 수 있을 것이다. 한편 같은 40인치의 디지털 텔레비전에서 480p 표준 방송 보다는 1080p의 표준 방송이 훨씬 더 많은 이미지 정보를 담고 보여주고 있어서 더 해상도가 높다고 말할 수 있다.

## 표준
이 부분에서 말하는 표준이라는 것은, 오용되고 있는 대표적인 예이다. 화질이라는 것은 '화면의 질'을 말하는 것이므로, 결국 해상도는 밀도이다. 1인치(=2.54cm)에 점 또는 화소가 몇 개 있느냐를 말하는 것이다. 1인치에 점 또는 화소가 많을수록(72 DPI 보다 96 DPI 가), 촘촘하고 빽빽하다는 것이고, 결국 이미지 파일 또는 액정화면이 더 선명해진다.

### 텔레비전
- 디지털 표준 텔레비전 (SDTV):
  - 480i (NTSC 표준은 486i 아날로그 시스템을 사용하며 243줄의 두 개의 비월 주사 필드로 분리됨.)
  - 576i (PAL, 720 × 576는 288줄의 두 개의 비월 주사 필드로 분리됨)
- 선명 텔레비전 (EDTV):
  - 480p (720 × 480 순차 주사 방식)
  - 576p (720 × 576 순차 주사 방식)
- 고선명 텔레비전 (HDTV):
  - 720p (1280 × 720 순차 주사 방식)
  - 1080i (1920 × 1080은 540줄의 두 개의 비월 주사 필드로 분리됨)
  - 1080p (1920 × 1080 순차 주사 방식)
- 초고선명 텔레비전 (UHDTV)
  - 4K 해상도 (3840 × 2160)
  - 8K 해상도 (7680 × 4320)

### 컴퓨터 모니터
| 이름         | 가로세로비 | 너비 (px) | 높이 (px) | 스트리밍 사용자 비율 | 웹 사용자 비율 |
| ------------ | ---------- | --------- | --------- | -------------------- | -------------- |
| VGA          | 4:3        | 640       | 480       | 0.02                 | 없음           |
| SVGA         | 4:3        | 800       | 600       | 0.17                 | 1.03           |
| WSVGA        | 128:75     | 1024      | 600       | 0.31                 | 2.25           |
| XGA          | 4:3        | 1024      | 768       | 5.53                 | 18.69          |
| XGA+         | 4:3        | 1152      | 864       | 0.87                 | 1.55           |
| HD           | 16:9       | 1280      | 720       | 1.51                 | 1.54           |
| WXGA         | 5:3        | 1280      | 768       | 없음                 | 1.54           |
| WXGA         | 16:10      | 1280      | 800       | 4.25                 | 12.97          |
| SXGA– (UVGA) | 4:3        | 1280      | 960       | 0.72                 | 0.72           |
| SXGA         | 5:4        | 1280      | 1024      | 10.66                | 7.49           |
| FWXGA-       | ~16:9      | 1360      | 768       | 2.36                 | 2.28           |
| FWXGA        | ~16:9      | 1366      | 768       | 17.19                | 19.14          |
| SXGA+        | 4:3        | 1400      | 1050      | 0.18                 | 없음           |
| WXGA+        | 16:10      | 1440      | 900       | 7.60                 | 6.61           |
| HD+          | 16:9       | 1600      | 900       | 6.82                 | 3.82           |
| QHD+         | 16:9       | 3200      | 1800      | 없음                 | 없음           |
| UXGA         | 4:3        | 1600      | 1200      | 0.53                 | 없음           |
| WSXGA+       | 16:10      | 1680      | 1050      | 10.26                | 3.66           |
| FHD          | 16:9       | 1920      | 1080      | 25.04                | 5.09           |
| WUXGA        | 16:10      | 1920      | 1200      | 3.65                 | 1.11           |
| QWXGA        | 16:9       | 2048      | 1152      | 0.13                 | 없음           |
| QHD          | 16:9       | 2560      | 1440      | 0.72                 | 0.36           |
| WQXGA        | 16:10      | 2560      | 1600      | 0.19                 | 없음           |
|              | 3:4        | 768       | 1024      | 없음                 | 1.93           |
|              | 16:9       | 1093      | 614       | 없음                 | 0.63           |
|              | ~16:9      | 1311      | 737       | 없음                 | 0.35           |
| 기타         |            |           |           | 1.29                 | 7.25           |

## 위성 사진
우주에서 촬영한 위성 사진이나 항공 사진의 경우, 해상도는 얼마나 작은 물체까지 식별할 수 있는가를 나타낸다.
예를 들어 허블우주망원경(Hubble space telescope; HST)에서 찍은 사진은 해상도가 일반 망원경에 수십 배가 넘는 해상도로 매우 작은 물체까지 사진으로 담아낼 수 있다.

## 같이 보기
- 컴퓨터 디스플레이 표준
- 픽셀 퍼 인치
- 와이드스크린
- 분해능
- 확장 그래픽스 어레이
- 화소 밀도
- 울트라와이드
- 비디오 스케일러
- 와이드스크린